# Bynovec
Bynovec là một làng thuộc huyện Děčín, vùng Ústecký, Cộng hòa Séc.